# Ted Hughes
Edward “Ted” James Hughes OM (17 d'agost de 1930 – 28 d'octubre de 1998) va ser un poeta i escriptor de llibres per a infants anglès. Els crítics el solen anomenar un dels millors poetes de la seva generació. Hughes va ser un poeta homenatjat del Regne Unit des de 1984 fins a la seva mort. Hughes va estar casat amb l'escriptora nord-americana Sylvia Plath de 1956 fins al 1963, quan ella es va suïcidar, a l'edat de 30 anys. El seu rol en aquesta relació ha estat polèmic des d'aleshores, sobretot en cercles feministes dels Estats Units i els seus admiradors. La darrera obra de Hughes, Birthday Letters, explora la complexa relació entre tots dos autors, tot i que mai parla de les circumstàncies de la seva mort. Un poema descobert l'octubre de 2010, Last letter, descriu els fets dels tres darrers dies de la vida de Plath, que la dugueren a la mort. El 2008, The Times va nomenar Hughes el quart dels 50 escriptors britànics més importants des de 1945.

## Obra

### Volums de poesia
- 1957 The Hawk in the Rain
- 1960 Lupercal
- 1967 Wodwo
- 1970 Crow: From the Life and the Songs of the Crow. Corb. De la vida i les cançons del Corb. Traducció de Núria Busquet i Molist; Pròleg de Francesc Parcerisas; Lleonard Muntaner (2018)
- 1972 Selected Poems 1957–1967
- 1975 Cave Birds
- 1977 Gaudete
- 1979 Remains of Elmet (amb fotografies de Fay Godwin)
- 1979 Moortown
- 1983 River
- 1986 Flowers and Insects
- 1989 Wolfwatching
- 1992 Rain-charm for the Duchy
- 1994 New Selected Poems 1957–1994
- 1997 Tales from Ovid
- 1998 Birthday Letters — guanyador del 1998 Forward Poetry Prize a la millor col·lecció de poesia, the 1998 T. S. Eliot Prize, i el premi British Book of the Year de 1999.
- 2003 Collected Poems

### Traduccions
- Spring Awakening de Frank Wedekind
- Bodes de sang de Federico García Lorca
- 1977 Amen by Yehuda Amichai, Amen, Harper (Nova York, NY)
- 1968 Yehuda Amichai, Selected Poems Cape Goliard Press (Londres, Anglaterra), edició revisada publicada sota el nom de Poems, Harper (Nova York, NY), 1969.
- 1997 Tales from Ovid d'Ovidi Farrar, Straus, and Giroux (Nova York, NY)
- 1999 The Oresteia by Èsquil, Farrar, Straus, and Giroux (Nova York, NY)
- 1999 Fedra by Jean Racine, Farrar, Straus, and Giroux (Nova York, NY),
- 1999 Alcestis by Eurípides, Farrar, Straus, and Giroux (Nova York, NY)

### Antologies editades per Hughes
- Selected Poems of Emily Dickinson
- Selected Poems of Sylvia Plath
- Selected Verse of Shakespeare
- A Choice of Coleridge's Verse
- The Rattle Bag (edited with Séamus Heaney)
- The School Bag (edited with Séamus Heaney)
- By Heart: 101 Poems to Remember
- Modern Poetry in Translation

### Relats
- 1995 The Dreamfighter, and Other Creation Tales, Faber and Faber, Londres, Anglaterra.
- 1995 Difficulties of a Bridegroom: Collected Short Stories, Picador, Nova York, NY.

### Prosa
- 1967 Poetry Is, Doubleday, Nova York.
- 1967 Poetry in the Making: An Anthology of Poems and Programmes from "Listening and Writing, Faber and Faber, Londres.
- 1992 Shakespeare and the Goddess of Complete Being, Farrar, Straus, and Giroux, Nova York.
- 1993 A Dancer to God Tributes to T. S. Eliot. (Ed) Farrar, Straus, and Giroux, Nova York.
- 1994 Winter Pollen: Occasional Prose, (essay collection)) Edited by William Scammell, Faber and Faber (Londres), Picador USA (Nova York) 1995.

### Llibres per a infants
- 1961 Meet my Folks! (il·lustrat per George Adamson)
- 1963 How the Whale Became (il·lustrat per George Adamson)
- 1963 The Earth-Owl and Other Moon-People (il·lustrat per R.A. Brandt)
- 1964 Nessie the Mannerless Monster (il·lustrat per Gerald Rose)
- 1967 Poetry in the Making
- 1968 The Iron Man (il·lustrat per George Adamson)
- 1970 Coming of the Kings and Other Plays
- 1976 Season Songs (il·lustrat per Leonard Baskin)
- 1976 Moon-Whales and Other Moon Poems (il·lustrat per Leonard Baskin
- 1978 Moon-Bells and Other Poems (il·lustrat per Felicity Roma Bowers)
- 1981 Under the North Star (ilustrated by Leonard Baskin)
- 1986 Ffangs the Vampire Bat and the Kiss of Truth (il·lustrat per Chris Riddell)
- 1987 The Cat and the Cuckoo (il·lustrat per R. J. Lloyd)
- 1988 Tales of the Early World (il·lustrat per Andrew Davidson)
- 1993 The Iron Woman
- 1993 The Mermaid's Purse (il·lustrat per R. J. Lloyd, Sunstone Press)
- 1995 Collected Animal Poems: Vols. 1–4, Faber & Faber

### Obres de teatre i obres radiofòniques
- The House of Aries (obra radiofònica),, 1960.
- The Calm produïda a Boston, 1961.
- A Houseful of Women (obra radiofònica),, 1961.
- The Wound (obra radiofònica), 1962.
- Difficulties of a Bridegroom (obra radiofònica), 1963.
- Epithalamium produïda a Londres, 1963.
- Dogs (obra radiofònica),, 1964.
- The House of Donkeys (obra radiofònica), 1965.
- The Head of Gold (obra radiofònica), 1967.
- The Coming of the Kings and Other Plays (jbased on juvenile work).
- The Price of a Bride (juvenile, obra radiofònica), 1966.
- Adapted Seneca's Oedipus, produïda a Londres, 1968).
- Orghast (with Peter Brook), produïda a Persèpolis, Iran, 1971.
- Eat Crow, Rainbow Press, Londres, Anglaterra, 1971.
- The Iron Man, juvenile, retransmesa per televisió, 1972.
- Orpheus, 1973.

### Edicions limitades
- The Burning of the Brothel (Turret Books, 1966)
- Recklings (Turret Books, 1967)
- Scapegoats and Rabies (Poet & Printer, 1967)
- Animal Poems (Richard Gilbertson, 1967)
- A Crow Hymn (Sceptre Press, 1970)
- The Martyrdom of Bishop Farrar (Richard Gilbertson, 1970)
- Crow Wakes (Poet & Printer, 1971)
- Shakespeare's Poem (Lexham Press, 1971)
- Eat Crow (Rainbow Press, 1971)
- Prometheus on His Crag (Rainbow Press, 1973)
- Crow: From the Life and the Songs of the Crow (il·lustrat per Leonard Baskin, publicat per Faber & Faber, 1973)
- Spring, Summer, Autumn, Winter (Rainbow Press,1974)
- Cave Birds (il·lustrat per Leonard Baskin, publicat per Scolar Press, 1975)
- Earth-Moon (il·lustrat per Ted Hughes, publicat per Rainbow Press, 1976)
- Eclipse (Sceptre Press, 1976)
- Sunstruck (Sceptre Press, 1977)
- A Solstice (Sceptre Press, 1978)
- Orts (Rainbow Press, 1978)
- Moortown Elegies (Rainbow Press, 1978)
- The Threshold (il·lustrat per Ralph Steadman, publicat per Steam Press, 1979)
- Adam and the Sacred Nine (Rainbow Press, 1979)
- Four Tales Told by an Idiot (Sceptre Press, 1979)
- The Cat and the Cuckoo (il·lustrat per R.J. Lloyd, publicat per Sunstone Press, 1987)
- A Primer of Birds: Poems (il·lustrat per Leonard Baskin, publicat per Gehenna Press, 1989)
- Capriccio (il·lustrat per Leonard Baskin, publicat per Gehenna Press, 1990)
- The Mermaid's Purse (il·lustrat per R.J. Lloyd, publicat per Sunstone Press, 1993)
- Howls and Whispers (il·lustrat per Leonard Baskin, publicat per Gehenna Press, 1998)